# Bad Teinach-Zavelstein
Bad Teinach-Zavelstein là một thị xã ở huyện Calw, bang Baden-Württemberg, thuộc nước Đức. Đô thị Bad Teinach-Zavelstein có diện tích 25,17 km². Đô thị này nằm ở phía đông bắc rừng Đen, 6 km về phía tây nam Calw. Dân số thời điểm 31 tháng 12 năm 2020 là 3143 người.
Thị xã nổi tiếng với nhiều suối nước nóng là nơi nghỉ mát trong nhiều thế kỷ qua.

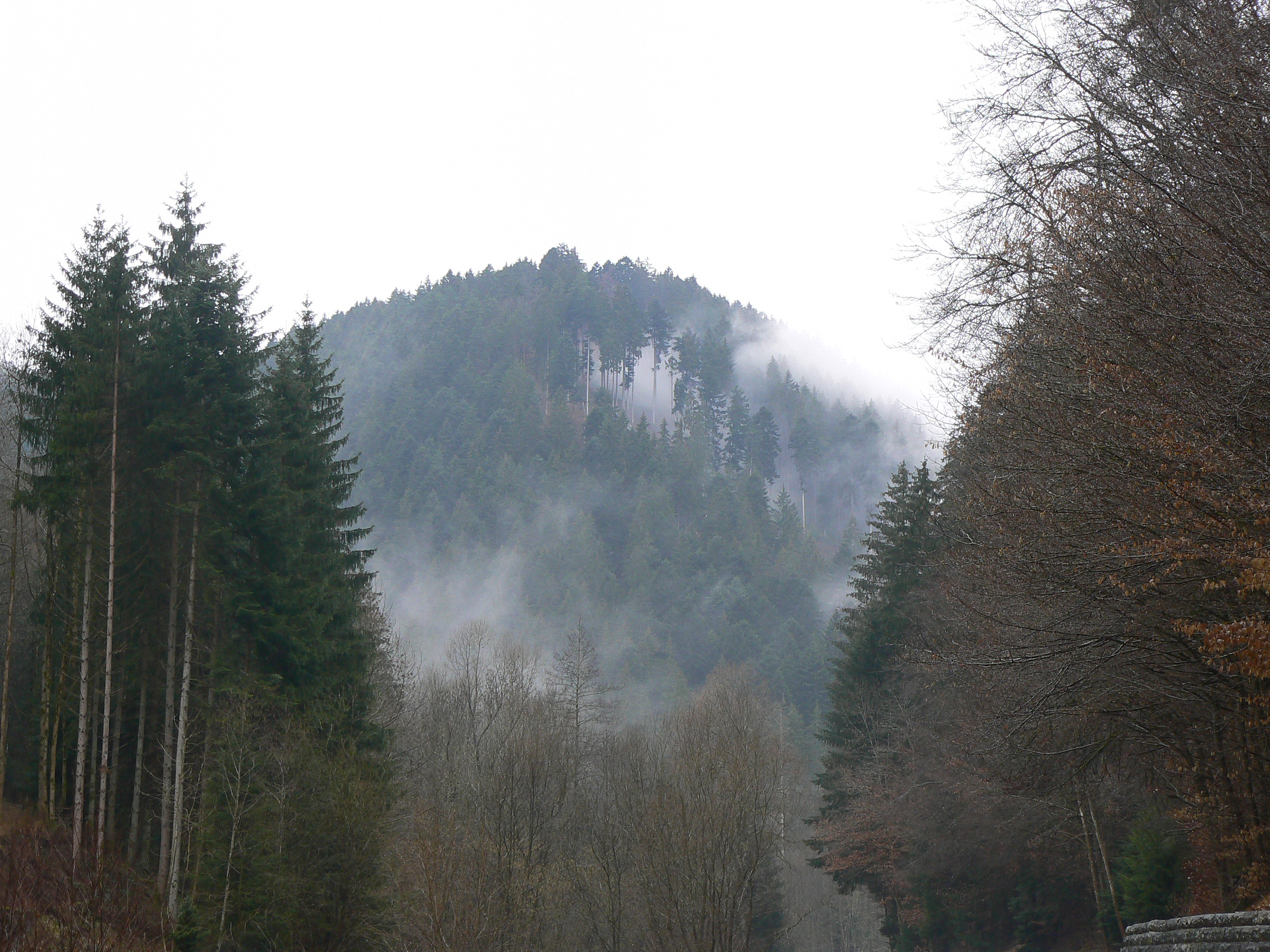
Rừng thông bao quanh Bad Teinach

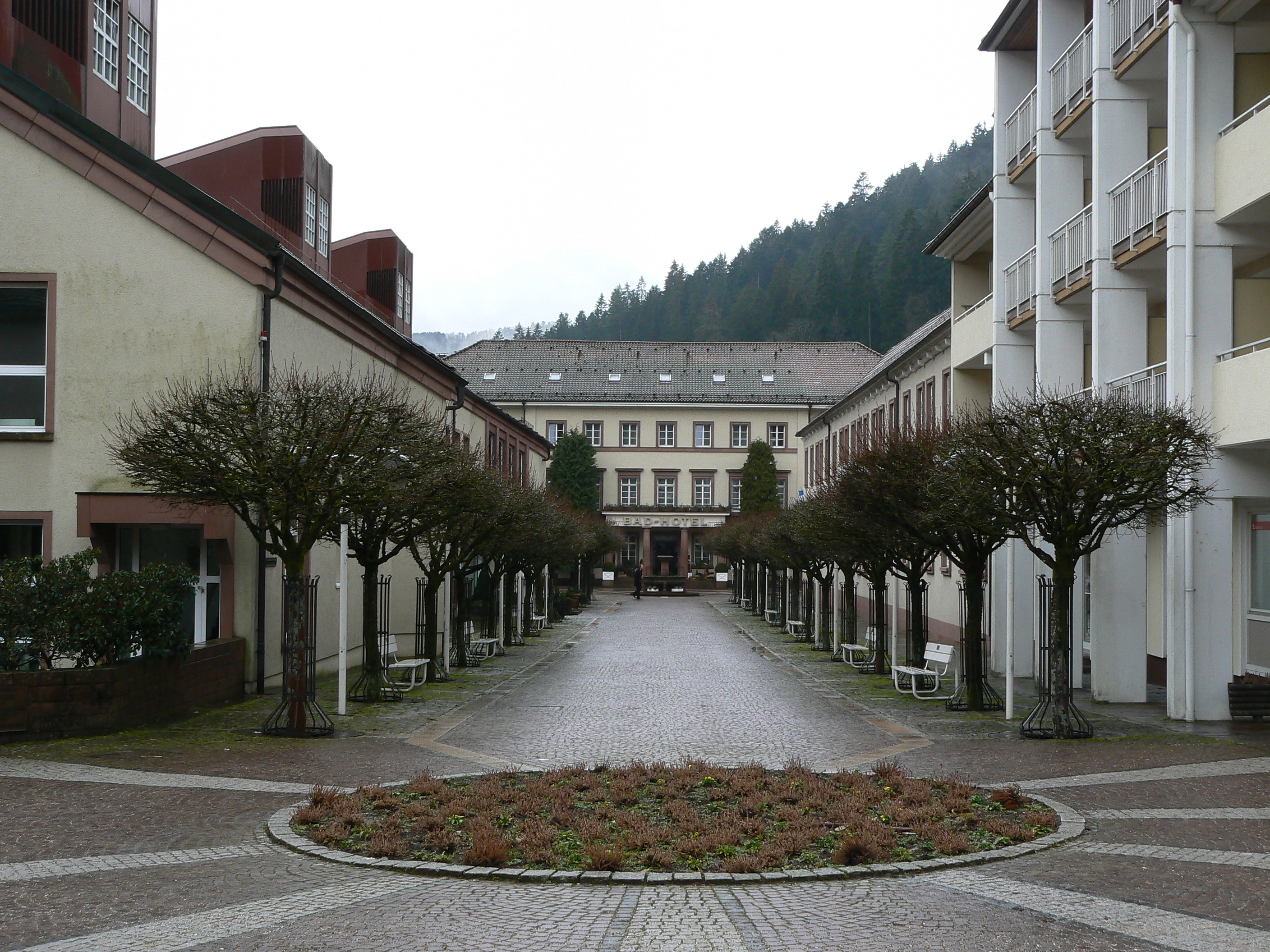
Khu nghỉ mát Bad Teinach